# Alvise
Alvise  è un nome proprio di persona italiano maschile.

## Varianti
- Alterati: Alvisio[3], Elvisio[3]
- Femminili: Alvisa[1]

## Origine e diffusione
Si tratta di una forma del nome Aloisio (in latino Aloysius) che poi ha originato in italiano Luigi/Ludovico, tipicamente veneta e in particolare veneziana; insieme con Luigi, Aligi, Aloisio, Ludovico e Clodoveo forma una famiglia di allotropi, tutti derivanti da Hlodwig, un nome germanico composto da hlod ("fama", "gloria") e vig ("battaglia", "combattimento"). La "A" iniziale, presente anche in Aligi e Aloisio, deriva dalla forte aspirazione della "H" nell'originale forma germanica, Hlodwig, trasmessa al latino medievale e poi persa nell'italiano corrente.
Numerosi Dogi e moltissimi patrizi veneti, nella storia di Venezia, hanno portato il nome Alvise.

## Onomastico
Nessun santo ha mai portato il nome "Alvise", che quindi è adespota; l'onomastico si può festeggiare lo stesso giorno dei nomi a cui è legato etimologicamente, quali Luigi e Ludovico, oppure il 1º novembre, in occasione di Ognissanti. A Venezia, la chiesa di Sant'Alvise è intitolata a san Ludovico di Tolosa, la cui festa è il 19 agosto.

## Persone
- Alvise Battain, attore italiano

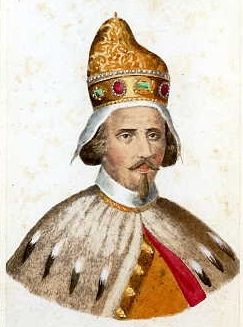
Alvise Contarini

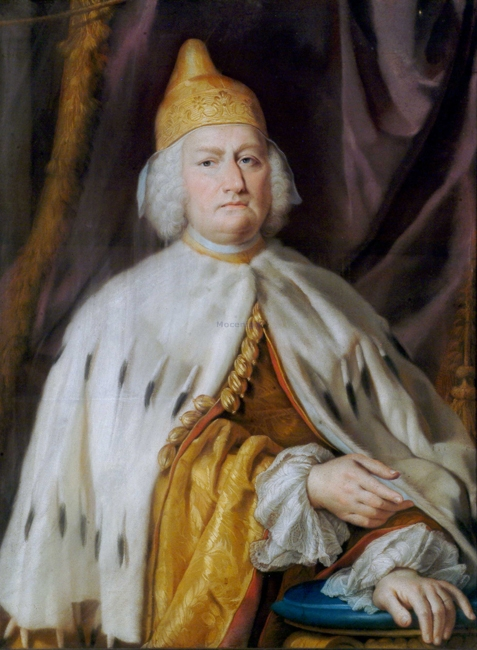
Alvise IV Mocenigo

- Alvise Belegno, politico, avvocato e letterato italiano
- Alvise Borghi, autore televisivo
- Alvise Bragadin, editore e tipografo italiano
- Alvise Casella, scultore italiano
- Alvise Contarini, ambasciatore e diplomatico italiano
- Alvise Contarini, centosesto doge della Repubblica di Venezia
- Alvise Corner, cardinale veneziano
- Alvise Corner, mecenate e scrittore italiano
- Alvise Da Mosto, esploratore e navigatore italiano
- Alvise De Vidi, atleta paralimpico e nuotatore italiano
- Alvise Foscari, patriarca cattolico veneziano
- Alvise Gritti, mercante e politico turco
- Alvise Lippomano, vescovo cattolico italiano
- Alvise Mocenigo, politico e ammiraglio italiano
- Alvise I Mocenigo, ottantacinquesimo doge della Repubblica di Venezia
- Alvise II Mocenigo, centodecimo doge della Repubblica di Venezia
- Alvise III Mocenigo, centododicesimo doge della Repubblica di Venezia
- Alvise IV Mocenigo, centodiciottesimo doge della Repubblica di Venezia
- Alvise Francesco Mocenigo, politico e imprenditore italiano
- Alvise Pisani, centoquattordicesimo doge della Repubblica di Venezia
- Alvise Vidolin, musicista e regista del suono italiano
- Alvise Vivarini, pittore italiano
- Alvise Zago, calciatore italiano
- Alvise Zichichi,  scacchista italiano
- Alvise Zorzi, giornalista e scrittore italiano

## Il nome nelle arti
- Alvise Badoero è un personaggio dell'opera di Amilcare Ponchielli La Gioconda.
- Alvise Guoro è un personaggio del dramma storico di Francesco Dall'Ongaro Il fornaretto.

## Curiosità
Alvisopoli è una frazione del comune di Fossalta di Portogruaro (VE), fatta costruire come città ideale da Alvise Mocenigo.